# Mitr Phol
Mitr Phol est une entreprise thaïlandaise de production de sucre et de biocarburant. Elle est notamment très présente en Thaïlande et en Chine, ainsi que dans une moindre mesure au Laos, au Cambodge, au Viêt Nam ou encore en Australie.  Durant la saison 2010 / 2011, Mitr Phol a produit 2,7 millions de tonnes de sucre.

## Histoire
En 2010, Mitr Phol a acquiert l'entreprise australienne Maryborough Sugar Factory pour 332 millions de dollars,,.
En novembre 2023, Mitr Phol est poursuivie par la justice de Thaïlande  pour des violations de droits humains commises au Cambodge.